# Zanetta Benozzi

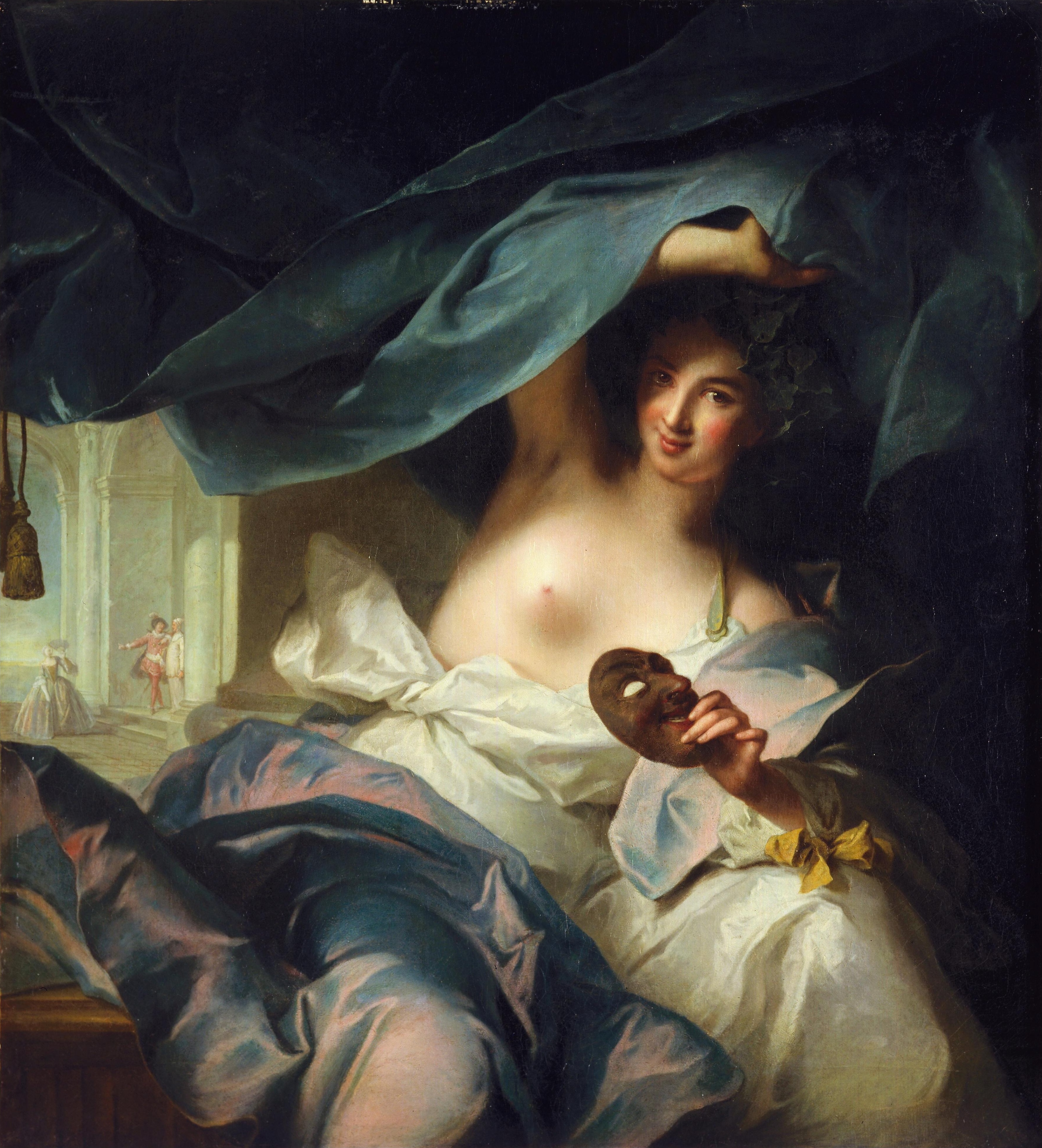
Zanetta Benozzi jako Talia

Zanetta Rosa Benozzi po mężu Balletti (ur. 27 czerwca 1701 w Tuluzie, zm. 16 września 1758), znana pod pseudonimem scenicznym jako Sylwia – włoska aktorka, członkini Troupe de Regente Luigiego Riccoboniego działającej w Comédie-Italienne w Paryżu w latach 1716–1758. Była gwiazdą teatru włoskiego w Paryżu, znaną ze znakomitych interpretacji sztuk Pierre’a de Marivaux. Grała role heroin w Commedia dell’arte, pod imieniem Sylwii.
Zanetta urodziła się jako córka włoskich aktorów Antonia Benozziego i Clary Mascary, należących do teatru weneckiego działającego w Tuluzie po wypędzeniu zespołu Komedii Włoskiej z Paryża w 1697. Należała do aktorów zaangażowanych do tej trupy w 1716 roku po przywróceniu teatru do istnienia przez regenta Filipa Orleańskiego. W 1720 roku zagrała po raz pierwszy Sylwię w komedii Marivaux Arlekin w szkółce miłości. Według anegdoty nie wiedziała jak zagrać swą rolę w kolejnej sztuce Pułapce miłości. Wspólny znajomy przyprowadził więc do niej Marivaux, nie mówiąc mu kim ona jest. Rozmawiano o sztuce. Marivaux zaczął czytać rolę Sylwii, tak jak ją rozumiał. Musi Pan być diabłem albo autorem powiedziała aktorka, na co Marivaux miał odpowiedziećː Nie jestem diabłem. Marivaux napisał dla Sylwii szereg sztuk, w których święciła ona triumfy w teatrze włoskimː jako Sylwia w Podwójnej niestałości, Hortensja w Przebranym księciu, Księżniczka w Fałszywej subretce.  Wedle słów d'Alembertaː ona stała się w teatrze p. Marivaux nim samym.